# Corral Quemado (Córdoba)
Corral Quemado es una localidad argentina ubicada en el Departamento Colón de la provincia de Córdoba. Se halla 8 km al noroeste de La Granja, de la cual depende administrativamente.

## Población
Cuenta con 52 habitantes (Indec, 2010), lo que representa un incremento del 300% frente a los 13 habitantes (Indec, 2001) del censo anterior.